# Partei der Arbeit der Schweiz

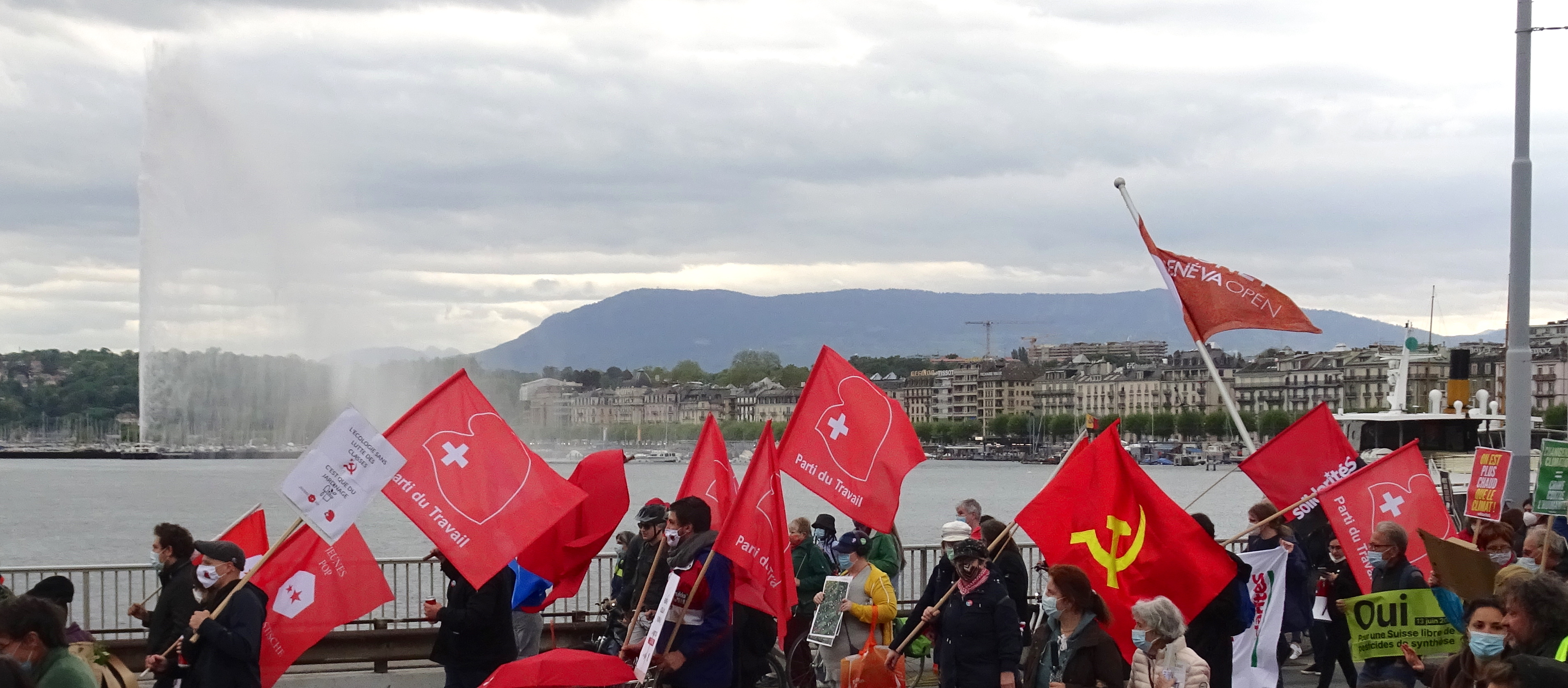
PdA-Fahnen an der Grève pour l’avenir in Genf am 21. Mai 2021

Die Partei der Arbeit der Schweiz (PdA, französisch Parti suisse du Travail, PST, italienisch Partito Operaio e Popolare, POP, rätoromanisch Partida svizra da la Lavurⓘ, PSdL) ist eine politische Kleinpartei in der Schweiz. In den Kantonen Jura, Neuenburg und Waadt trägt sie den Namen Parti Ouvrier Populaire (POP). Die Partei ist in verschiedenen Kantons-, Stadt- und Gemeindeparlamenten vertreten. Ideologisch positioniert sie sich am linken Rand des politischen Spektrums, grenzt sich aber von den früheren realsozialistischen Diktaturen Osteuropas ab.

## Ziele
Die Partei der Arbeit bezeichnet sich selbst als kommunistisch. Eines ihrer deklarierten Ziele ist es, «auf die Schaffung einer breiten Mehrheit zur Überwindung des Kapitalismus und auf die Entwicklung der schweizerischen Gesellschaft zum Sozialismus hinzuwirken». Die PdA sieht sich als solidarisch mit den sozial Schwachen und setzt sich für Umverteilung und gegen Privatisierungen ein.

## Geschichte
Die PdA wurde 1944 als Nachfolgeorganisation der zwischen 1939 und 1941 verbotenen Kommunistischen Partei der Schweiz (KPS) und der Fédération socialiste suisse (FSS) gegründet. 1947 erreichte sie einen Wähleranteil von 5,1 Prozent auf Bundesebene und war in 18 Kantonen aktiv.
In den 1950er Jahren war die PdA auch in den deutschschweizerischen Kantonen vertreten. Dort geriet sie aber wegen des Kalten Krieges in die Isolation und wurde zu einer Splittergruppe. Einzig im Kanton Basel-Stadt hielt sie etwas mehr als fünf Prozent. In den 1990er Jahren fiel sie schliesslich auch in Basel in eine Krise, nachdem sie nach einer Baisse in den 1960er-Jahren in den 1970er-Jahren wieder aktiver geworden war. Neu- bzw. Wiedergründungen von Parteisektionen erfolgten 2003 in St. Gallen und Bern, womit 8 Kanontalsektionen bestanden. Ende 2019 hatte die Partei im Kanton Waadt insgesamt 30 Gemeinderäte und 3 Stadträte, davon allein 15 Gemeinderäte und 2 Stadträte im Vorort Renens westlich von Lausanne. In Lausanne selbst waren es im selben Jahr vier Gemeinderäte und ein Stadtrat. Am bedeutendsten ist sie in den industriell geprägten Regionen der französischsprachigen Romandie, wo sie auch in einzelnen Städten Regierungsmitglieder stellt. Die PdA kandidierte 2023 in fünf Kantonen für den Schweizer Nationalrat, ihr einziger Vertreter im Parlament, Denis de la Reussille, wurde nicht wiedergewählt.
In ihrem Umfeld entstanden andere Parteien, die sich ab den späten 1960er Jahren von der PdA abspalteten oder parallel dazu bildeten, wie beispielsweise die POCH oder die 1969 gegründete Revolutionäre Marxistische Liga, die sich 1980 in Sozialistische Arbeiterpartei umbenannte. Manche schlossen sich in den 1990er Jahren wieder mit der PdA zusammen, um Wählerstimmen zu bündeln (z. B. das Wahlbündnis Alliance de Gauche in Genf), andere hingegen gingen wie die POCH in der Grünen Partei der Schweiz auf.
Die Jugendorganisation der PdA war ursprünglich die Freie Jugend. Heute gilt die Kommunistische Jugend Schweiz als offizielle Jugendorganisation der PdA. Diese ist Mitglied im Weltbund der demokratischen Jugend.

### Tabellarischer Überblick
- 1918 (6. Oktober): Gründung der ersten kommunistischen Partei der Schweiz unter dem Namen Altkommunisten unter der Führung von Jakob Herzog (1892—1931)
- 1921 (6. März): Nachdem die Sozialdemokratische Partei der Schweiz (SP) in einer Urabstimmung den Beitritt zur Dritten Internationalen abgelehnt hatte, verliess die Sozialistische Linke um Jules Humbert-Droz die Partei und fusionierte mit den Altkommunisten zur neu gegründeten Kommunistischen Partei der Schweiz (KPS)
- 1930: Abspaltung der Kommunistischen Partei-Opposition um Walther Bringolf, die im Kanton Schaffhausen die KPS als stärkste linke Partei verdrängt und deren Organ «Arbeiterzeitung» übernimmt
- 1937: Verbot der KPS in den Kantonen Neuenburg und Genf
- 1939 (3. Dezember): Gründung der Fédération socialiste suisse (FSS), nach Ausschluss der Anhänger Léon Nicoles aus der SP.
- 1939 (28. Dezember): Verbot der Tageszeitung der KPS, «Freiheit»
- 1940 (26. November): Verbot der KPS mit teilweiser Zustimmung der SP
- 1941 (27. Mai): Verbot der FSS und Ausschluss der FSS-Nationalräte aus dem Parlament
- 1944 (21. Mai): Gründung der Partei der Arbeit der Schweiz in Basel, Zentralsekretär ist Karl Hofmaier (1897–1988)[10]
- 1945 (Februar): Massenversammlung der PdA im Kongresshaus Zürich mit Teilnahme des LdU[11]
- 1947: Bei den Nationalratswahlen kommt sie auf 5,1 % der Stimmen und gewinnt sieben Sitze; Hofmaier wegen Veruntreuung aus der PdA ausgeschlossen
- 1969: Auflösung der PdA-Jugend nach den Jugendunruhen im Jahr 1968 und Gründung der POCH, RML und PSA
- 1971: Einführung des Frauenwahlrechts, Nelly Wicky wird erste PdA-Nationalrätin
- 1988: Ausschluss der Partei der Arbeit Basel
- 2003: Sektionsgründungen in den Kantonen Bern und St. Gallen
- 2007: Umbenennung der Tessiner Sektion Partito del Lavoro (PdL) in Partito Comunista (PC)
- 2011: Verlust der Vertretung im Nationalrat
- 2015: Ausschluss der Tessiner PC und Gründung des Partito Operaio e Popolare (POP) als neuer Tessiner Sektion; Rückgewinn eines Nationalratssitzes
- 2019: Gründung der PdA Wallis; Verteidigung des Nationalratssitzes
- 2022: Gründung der PdA Aargau

## Wahlresultate

### Nationalrat
| Jahr | Wähleranteil | Sitze |
| ---- | ------------ | ----- |
| 1947 | 5,1 %        | 7     |
| 1951 | 2,7 %        | 5     |
| 1955 | 2,6 %        | 4     |
| 1959 | 2,7 %        | 3     |
| 1963 | 2,2 %        | 4     |
| 1967 | 2,9 %        | 5     |
| 1971 | 2,6 %        | 5     |
| 1975 | 2,4 %        | 4     |
| 1979 | 2,1 %        | 3     |
| 1983 | 0,9 %        | 1     |
| 1987 | 0,8 %        | 1     |
| 1991 | 0,8 %        | 2     |
| 1995 | 1,2 %        | 3     |
| 1999 | 1,0 %        | 2     |
| 2003 | 0,7 %        | 2     |
| 2007 | 0,7 %        | 1     |
| 2011 | 0,5 %        | 0     |
| 2015 | 0,4 %        | 1     |
| 2019 | 0,6 %        | 1     |
| 2023 | 0,72 %       | 0     |

### Kantonale und kommunale Wahlen
Die PdA ist derzeit in den Kantonen Neuenburg (7,7 %, 8 Mandate, Stand: April 2021), Waadt (1,6 %, 2 Mandate), Jura (1,3 %, 2 Mandate) und Genf (2,1 %, 1 Mandat) in den Parlamenten vertreten. In den Kantonen Wallis (0,9 %), Tessin (0,7 %), Basel-Stadt (0,3 %), Bern (0,3 %) und Zürich (0,2 %) trat sie zuletzt erfolglos zur Wahl an (Stand: April 2021). In den Kantonen Genf und Waadt tritt sie seit 2011 jeweils im Wahlbündnis Ensemble à Gauche (EAG) mit anderen linken Gruppierungen an (u. a. SolidaritéS). Im Kanton Jura gibt es ein Bündnis mit der Gruppe Combat socialiste (CS).
Auf kommunaler Ebene hat die PdA ihre Hochburgen in den Uhrenstädten Le Locle (16 von 41 Generalräten, 2 von 5 Stadträten) und La Chaux-de-Fonds (8 von 41 Generalräten, 1 von 5 Stadträten). Bei den Nationalratswahlen 2019 erreichte die PdA zusammen mit SolidaritéS 33,3 % in Le Locle und 26,2 % in La Chaux-de-Fonds.

## Kommunistische Jugend Schweiz
Die Kommunistische Jugend Schweiz (KJS, Jeunes POP auf Französisch) ist der Jugendverband der Partei der Arbeit der Schweiz. Sie ist Mitglied im Weltbund der Demokratischen Jugend. Die Organisation ist nach dem Prinzip des Demokratischen Zentralismus organisiert.
Ziel der KJS ist es nach eigener Darstellung, junge Menschen in der Schweiz durch politische Bildung, Aktionen und soziale Projekte zu sensibilisieren, zu mobilisieren und zu organisieren. Die KJS orientiert sich in ihrer Tätigkeit an den Lehren von Marx, Engels, Lenin und anderen revolutionären Denkern. Die KJS setzt sich für die Rechte von Lehrlingen, Arbeitslosen, Auszubildenden, Studierenden und Arbeitnehmern ein. Sie setzt sich ein für eine freie, qualitativ hochwertige und für alle zugängliche Bildung und einen kostenlosen und qualitativ hochwertigen öffentlichen Dienst, für eine natur- und umweltschonende Gesellschaft ohne Ausbeutung, für eine für alle kostenlos zugängliche Gesundheitsvorsorge sowie für die Förderung der Kultur und des Sports. Die Kommunistische Jugend der Schweiz engagiert sich gegen Nationalismus, Rassismus, Rechtsextremismus und Diskriminierung aufgrund von Nationalität und Volkszugehörigkeit. Die Organisation verurteilt Sexismus, Homophobie, Transphobie und alle anderen Formen der Diskriminierung aufgrund des Geschlechts und der sexuellen Identität. Für die Gleichstellung der Geschlechter und die sexuelle Identität. Die Organisation setzt sich ein für Frieden, gegen Krieg und Imperialismus, für offene Grenzen, für internationale Solidarität zwischen den Völkern. Sie will den Umsturz des Kapitalismus und die Errichtung des Kommunismus durch den Sozialismus.